# Prentis Hancock

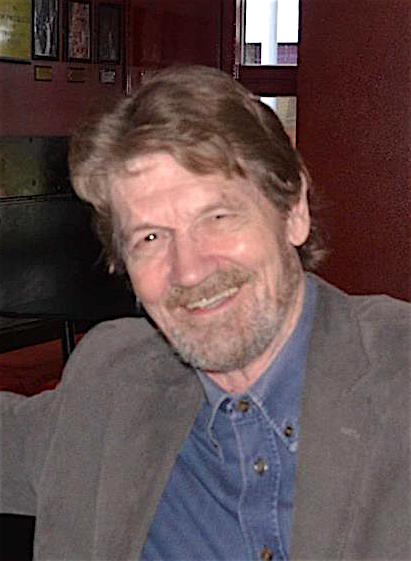
Prentis Hancock

Prentis Hancock (* 14. Mai 1942 in Glasgow; † 30. Mai 2025) war ein schottischer Schauspieler.

## Leben
Prentis Hancock wuchs in Glasgow auf und studierte zunächst Architektur. Er war auch sportlich sehr begabt, spielte Rugby und war Trainer im Fechten. Sein größtes Interesse lag aber im  Theaterspiel. Er besuchte das Rose Bruford College of Speech and Drama. Schon bald bekam er eine Vielzahl von Rollen auf der Bühne und im Fernsehen. Größere Rollen hatte er in Der letzte Mohikaner (1971), Spy Trap (1972) und Colditz (1973). Gastauftritte hatte er auch in den Serien The Protectors (1973) und Doctor Who (1973).
1975 bekam er die Rolle des Paul Morrow in der Serie Mondbasis Alpha 1 an der Seite von Martin Landau und Barbara Bain.
Er spielte, bis auf eine Ausnahme, in allen Folgen der ersten Staffel mit. Bei den Dreharbeiten zu der Folge The Infernal Machine musste er sich allerdings eine Zyste entfernen lassen, die die Maskenbildnerin bei ihm zufällig entdeckte. Für die zweite Staffel wurde Hancock jedoch nicht mehr verpflichtet, weil der Produzent Fred Freiberger seine Rolle als zu langweilig empfand.
Nach Mondbasis Alpha 1 hatte Prentis Hancock noch einige Auftritte in TV-Serien, aber die Rolle des Paul Morrow blieb bis heute seine bekannteste. Er starb am 30. Mai 2025.

## Filmografie (Auswahl)
- 1969–1971: Paul Temple (Fernsehserie, 2 Folgen)
- 1970–1978: Doctor Who (Fernsehserie, 14 Folgen)
- 1971: Task Force Police (Softly Softly Task Force; Fernsehserie, 1 Folge)
- 1971: Der letzte Mohikaner (The Last of the Mohicans)
- 1972: Spy Trap
- 1973: Kein Pardon für Schutzengel (The Protectors; Fernsehserie, 2 Folgen)
- 1973: Colditz
- 1975–1976: Mondbasis Alpha 1 (Space: 1999; Fernsehserie, 23 Folgen)
- 1976: Mit Schirm, Charme und Melone (The New Avengers; Fernsehserie, 1 Folge)
- 1978: Fünf Freunde (The Famous Five; Fernsehserie, 1 Folge)
- 1978: A dog's ransom
- 1978: Spazio: 1999, italienischer Kompilationsfilm zu Mondbasis Alpha 1
- 1979: Simon Templar – Ein Gentleman mit Heiligenschein (Return of the Saint; Fernsehserie, 2 Folgen)
- 1979: Alien Attack – Die Außerirdischen schlagen zurück, Kompilationsfilm zu Mondbasis Alpha 1
- 1980: Der Aufpasser (Minder; Fernsehserie, 1 Folge)
- 1980: Dying Day
- 1981: Friend or Foe
- 1982: Die Profis (The Professionals; Fernsehserie, 1 Folge)
- 1982: Black Sun – Der Todesplanet greift an, Kompilationsfilm zu Mondbasis Alpha 1
- 1984: Kim
- 1985: Chocky's children
- 1985: Defence of the realm
- 1985: Hitler's SS: Portrait in Evil
- 1986: Chocky's challenge
- 1989: Jim Bergerac ermittelt (Bergerac; Fernsehserie, 1 Folge)
- 1989: The Bill (Fernsehserie, 1 Folge)
- 1990: Jekyll & Hyde
- 1990: Kappatoo
- 1999: Die Profis – Die nächste Generation (CI5: The New Professionals; Fernsehserie, 1 Folge)
- 2014: Outlander (Fernsehserie, Episode 1x01)